# Coppa del Galles
La Coppa del Galles (Cwpan Cymru) è una competizione calcistica che si disputa ogni anno dal 1877-78, riservata a squadre gallesi. La vincitrice è ammessa alla UEFA Conference League.
Fino al 1995 erano ammesse alla competizione (tuttavia non potevano qualificarsi alle competizioni europee con la vittoria della coppa) quelle squadre inglesi di paesi vicini al confine con il Galles. Dal 1995 sono ammesse alla competizione solo le squadre che militano nel campionato di calcio gallese, escludendo perciò le maggiori squadre del Galles, quali Cardiff City, Swansea City e Wrexham, oltre a Merthyr Tydfil (Merthyr Town dal 2010) e Newport County, che militano invece nel campionato di calcio inglese e, pertanto, partecipano alla Coppa d'Inghilterra.

## Albo d'oro
Dalla stagione 1961/62 fino al 1984/85 il trofeo venne assegnato con la formula della doppia finale (andata e ritorno), sino alla stagione 1970/71 i risultati delle due partite non venivano sommati e in caso di una vittoria per parte si procedeva a giocare una terza gara di spareggio, dal 1971/72 venne adottato il sistema del risultato complessivo delle due partite di finale per decretare i campioni.
| Stagione  | Vincitore                                     | Risultato                                     | Risultato                                     | Finalista                                     |                                               |
| --------- | --------------------------------------------- | --------------------------------------------- | --------------------------------------------- | --------------------------------------------- | --------------------------------------------- |
| 1877-78   | Wrexham                                       | 1 - 0                                         | 1 - 0                                         | Druids                                        |                                               |
| 1878-79   | Newtown White Stars                           | 2 - 1                                         | 2 - 1                                         | Wrexham                                       |                                               |
| 1879-80   | Druids                                        | 2 - 1                                         | 2 - 1                                         | Ruthin                                        |                                               |
| 1880-81   | Druids                                        | 2 - 0                                         | 2 - 0                                         | Newtown White Stars                           |                                               |
| 1881-82   | Druids                                        | 2 - 1                                         | 2 - 1                                         | Northwich Victoria                            |                                               |
| 1882-83   | Wrexham                                       | 1 - 0                                         | 1 - 0                                         | Druids                                        |                                               |
| 1883-84   | Oswestry White Stars                          | 0 - 0 1 - 0 (replay)                          | 0 - 0 1 - 0 (replay)                          | Druids                                        |                                               |
| 1884-85   | Druids                                        | 1 - 1 3 - 1 (replay)                          | 1 - 1 3 - 1 (replay)                          | Oswestry White Stars                          |                                               |
| 1885-86   | Druids                                        | 5 - 2                                         | 5 - 2                                         | Newtown                                       |                                               |
| 1886-87   | Chirk AAA                                     | 4 - 2                                         | 4 - 2                                         | Davenham                                      |                                               |
| 1887-88   | Chirk AAA                                     | 5 - 0                                         | 5 - 0                                         | Newtown                                       |                                               |
| 1888-89   | Bangor City                                   | 2 - 1                                         | 2 - 1                                         | Northwich Victoria                            |                                               |
| 1889-90   | Chirk AAA                                     | 1 - 0                                         | 1 - 0                                         | Wrexham                                       |                                               |
| 1890-91   | Shrewsbury Town                               | 5 - 2                                         | 5 - 2                                         | Wrexham                                       |                                               |
| 1891-92   | Chirk AAA                                     | 2 - 1                                         | 2 - 1                                         | Westminster Rovers                            |                                               |
| 1892-93   | Wrexham                                       | 2 - 1                                         | 2 - 1                                         | Chirk AAA                                     |                                               |
| 1893-94   | Chirk AAA                                     | 2 - 0                                         | 2 - 0                                         | Westminster Rovers                            |                                               |
| 1894-95   | Newtown                                       | 3 - 2                                         | 3 - 2                                         | Wrexham                                       |                                               |
| 1895-96   | Bangor City                                   | 3 - 1                                         | 3 - 1                                         | Wrexham                                       |                                               |
| 1896-97   | Wrexham                                       | 2 - 0                                         | 2 - 0                                         | Newtown                                       |                                               |
| 1897-98   | Druids                                        | 1 - 1 2 - 1 (replay)                          | 1 - 1 2 - 1 (replay)                          | Wrexham                                       |                                               |
| 1898-99   | Druids                                        | 2 - 2 1 - 0 (replay)                          | 2 - 2 1 - 0 (replay)                          | Wrexham                                       |                                               |
| 1899-00   | Aberystwyth Town                              | 3 - 0                                         | 3 - 0                                         | Druids                                        |                                               |
| 1900-01   | Oswestry United                               | 1 - 0                                         | 1 - 0                                         | Druids                                        |                                               |
| 1901-02   | Wellington                                    | 3 - 0                                         | 3 - 0                                         | Aberdare Athletic                             |                                               |
| 1902-03   | Wrexham                                       | 8 - 0                                         | 8 - 0                                         | Aberaman                                      |                                               |
| 1903-04   | Druids                                        | 3 - 0                                         | 3 - 0                                         | Aberdare Athletic                             |                                               |
| 1904-05   | Wrexham                                       | 3 - 0                                         | 3 - 0                                         | Aberdare Athletic                             |                                               |
| 1905-06   | Wellington Town                               | 3 - 2                                         | 3 - 2                                         | Whitchurch                                    |                                               |
| 1906-07   | Oswestry United                               | 2 - 0                                         | 2 - 0                                         | Whitchurch                                    |                                               |
| 1907-08   | Chester                                       | 3 - 1                                         | 3 - 1                                         | Connah's Quay                                 |                                               |
| 1908-09   | Wrexham                                       | 1 - 0                                         | 1 - 0                                         | Chester                                       |                                               |
| 1909-10   | Wrexham                                       | 2 - 1                                         | 2 - 1                                         | Chester                                       |                                               |
| 1910-11   | Wrexham                                       | 6 - 1                                         | 6 - 1                                         | Connah's Quay                                 |                                               |
| 1911-12   | Cardiff City                                  | 0 - 0 3 - 0 (replay)                          | 0 - 0 3 - 0 (replay)                          | Pontypridd                                    |                                               |
| 1912-13   | Swansea Town                                  | 0 - 0 1 - 0 (replay)                          | 0 - 0 1 - 0 (replay)                          | Pontypridd                                    |                                               |
| 1913-14   | Wrexham                                       | 0 - 0 3 - 0 (replay)                          | 0 - 0 3 - 0 (replay)                          | Llanelli                                      |                                               |
| 1914-15   | Wrexham                                       | 1 - 1 1 - 0 (replay)                          | 1 - 1 1 - 0 (replay)                          | Swansea Town                                  |                                               |
| 1915-19   | Sospesa per la prima guerra mondiale          | Sospesa per la prima guerra mondiale          | Sospesa per la prima guerra mondiale          | Sospesa per la prima guerra mondiale          | Sospesa per la prima guerra mondiale          |
| 1919-20   | Cardiff City                                  | 2 - 1                                         | 2 - 1                                         | Wrexham                                       |                                               |
| 1920-21   | Wrexham                                       | 1 - 1 3 - 1 (replay)                          | 1 - 1 3 - 1 (replay)                          | Pontypridd                                    |                                               |
| 1921-22   | Cardiff City                                  | 2 - 0                                         | 2 - 0                                         | Ton Pentre                                    |                                               |
| 1922-23   | Cardiff City                                  | 3 - 2                                         | 3 - 2                                         | Aberdare Athletic                             |                                               |
| 1923-24   | Wrexham                                       | 2 - 2 1 - 0 (replay)                          | 2 - 2 1 - 0 (replay)                          | Merthyr Town                                  |                                               |
| 1924-25   | Wrexham                                       | 3 - 1                                         | 3 - 1                                         | Flint                                         |                                               |
| 1925-26   | Ebbw Vale                                     | 3 - 2                                         | 3 - 2                                         | Swansea Town                                  |                                               |
| 1926-27   | Cardiff City                                  | 2 - 0                                         | 2 - 0                                         | Rhyl                                          |                                               |
| 1927-28   | Cardiff City                                  | 2 - 0                                         | 2 - 0                                         | Bangor City                                   |                                               |
| 1928-29   | Connah's Quay                                 | 3 - 0                                         | 3 - 0                                         | Cardiff City                                  |                                               |
| 1929-30   | Cardiff City                                  | 0 - 0 4 - 2 (replay)                          | 0 - 0 4 - 2 (replay)                          | Rhyl                                          |                                               |
| 1930-31   | Wrexham                                       | 7 - 0                                         | 7 - 0                                         | Shrewsbury Town                               |                                               |
| 1931-32   | Swansea Town                                  | 1 - 1 2 - 0 (replay)                          | 1 - 1 2 - 0 (replay)                          | Wrexham                                       |                                               |
| 1932-33   | Chester                                       | 2 - 0                                         | 2 - 0                                         | Wrexham                                       |                                               |
| 1933-34   | Bristol City                                  | 1 - 1 3 - 0 (replay)                          | 1 - 1 3 - 0 (replay)                          | Tranmere Rovers                               |                                               |
| 1934-35   | Tranmere Rovers                               | 1 - 0                                         | 1 - 0                                         | Chester                                       |                                               |
| 1935-36   | Crewe Alexandra                               | 2 - 0                                         | 2 - 0                                         | Chester                                       |                                               |
| 1936-37   | Crewe Alexandra                               | 1 - 1 3 - 1 (replay)                          | 1 - 1 3 - 1 (replay)                          | Rhyl                                          |                                               |
| 1937-38   | Shrewsbury Town                               | 2 - 2 2 - 1 (replay)                          | 2 - 2 2 - 1 (replay)                          | Swansea Town                                  |                                               |
| 1938-39   | South Liverpool                               | 2 - 1                                         | 2 - 1                                         | Cardiff City                                  |                                               |
| 1939-40   | Wellington                                    | 4 - 0                                         | 4 - 0                                         | Swansea Town                                  |                                               |
| 1940-46   | Sospesa per la seconda guerra mondiale        | Sospesa per la seconda guerra mondiale        | Sospesa per la seconda guerra mondiale        | Sospesa per la seconda guerra mondiale        | Sospesa per la seconda guerra mondiale        |
| 1946-47   | Chester                                       | 0 - 0 5 - 1 (replay)                          | 0 - 0 5 - 1 (replay)                          | Merthyr Tydfil                                |                                               |
| 1947-48   | Lovell's Athletic                             | 3 - 0                                         | 3 - 0                                         | Shrewsbury Town                               |                                               |
| 1948-49   | Merthyr Tydfil                                | 2 - 0                                         | 2 - 0                                         | Swansea Town                                  |                                               |
| 1949-50   | Swansea Town                                  | 4 - 1                                         | 4 - 1                                         | Wrexham                                       |                                               |
| 1950-51   | Merthyr Tydfil                                | 1 - 1 3 - 2 (replay)                          | 1 - 1 3 - 2 (replay)                          | Cardiff City                                  |                                               |
| 1951-52   | Rhyl                                          | 4 - 3                                         | 4 - 3                                         | Merthyr Tydfil                                |                                               |
| 1952-53   | Rhyl                                          | 2 - 1                                         | 2 - 1                                         | Chester                                       |                                               |
| 1953-54   | Flint Town United                             | 2 - 0                                         | 2 - 0                                         | Chester                                       |                                               |
| 1954-55   | Barry Town                                    | 1 - 1 4 - 3 (replay)                          | 1 - 1 4 - 3 (replay)                          | Chester                                       |                                               |
| 1955-56   | Cardiff City                                  | 3 - 2                                         | 3 - 2                                         | Swansea Town                                  |                                               |
| 1956-57   | Wrexham                                       | 2 - 1                                         | 2 - 1                                         | Swansea Town                                  |                                               |
| 1957-58   | Wrexham                                       | 1 - 1 2 - 1 (replay)                          | 1 - 1 2 - 1 (replay)                          | Chester                                       |                                               |
| 1958-59   | Cardiff City                                  | 2 - 0                                         | 2 - 0                                         | Lovell's Athletic                             |                                               |
| 1959-60   | Wrexham                                       | 1 - 1 1 - 0 (replay)                          | 1 - 1 1 - 0 (replay)                          | Cardiff City                                  |                                               |
| 1960-61   | Swansea Town                                  | 3 - 1                                         | 3 - 1                                         | Bangor City                                   |                                               |
| 1961-62   | Bangor City                                   | 3 - 0                                         | 0 - 2                                         | Wrexham                                       |                                               |
| spareggio | Bangor City                                   | 3 - 1                                         | 3 - 1                                         | Wrexham                                       |                                               |
| 1962-63   | Borough United                                | 2 - 1                                         | 0 - 0                                         | Newport County                                |                                               |
| 1963-64   | Cardiff City                                  | 2 - 0                                         | 1 - 3                                         | Bangor City                                   |                                               |
| spareggio | Cardiff City                                  | 2 - 0                                         | 2 - 0                                         | Bangor City                                   |                                               |
| 1964-65   | Cardiff City                                  | 5 - 1                                         | 0 - 1                                         | Wrexham                                       |                                               |
| spareggio | Cardiff City                                  | 3 - 0                                         | 3 - 0                                         | Wrexham                                       |                                               |
| 1965-66   | Swansea Town                                  | 3 - 0                                         | 0 - 1                                         | Chester                                       |                                               |
| spareggio | Swansea Town                                  | 2 - 1                                         | 2 - 1                                         | Chester                                       |                                               |
| 1966-67   | Cardiff City                                  | 2 - 2                                         | 2- 1                                          | Wrexham                                       |                                               |
| 1967-68   | Cardiff City                                  | 2 - 0                                         | 4 - 1                                         | Hereford United                               |                                               |
| 1968-69   | Cardiff City                                  | 3 - 1                                         | 2 - 0                                         | Swansea Town                                  |                                               |
| 1969-70   | Cardiff City                                  | 1 - 0                                         | 4 - 0                                         | Chester                                       |                                               |
| 1970-71   | Cardiff City                                  | 1 - 0                                         | 3 - 1                                         | Wrexham                                       |                                               |
| 1971-72   | Wrexham                                       | 2 - 1                                         | 1 - 1                                         | Cardiff City                                  |                                               |
| 1971-72   | Wrexham                                       | 3 - 2*                                        |                                               | Cardiff City                                  |                                               |
| 1972-73   | Cardiff City                                  | 0 - 1                                         | 5 - 0                                         | Bangor City                                   |                                               |
| 1972-73   | Cardiff City                                  | 5 - 1*                                        |                                               | Bangor City                                   |                                               |
| 1973-74   | Cardiff City                                  | 1 - 0                                         | 1 - 0                                         | Stourbridge                                   |                                               |
| 1973-74   | Cardiff City                                  | 2 - 0*                                        |                                               | Stourbridge                                   |                                               |
| 1974-75   | Wrexham                                       | 2 - 1                                         | 3 - 1                                         | Cardiff City                                  |                                               |
| 1974-75   | Wrexham                                       | 5 - 2*                                        |                                               | Cardiff City                                  |                                               |
| 1975-76   | Cardiff City                                  | 3 - 3                                         | 3 - 2                                         | Hereford United                               |                                               |
| 1975-76   | Cardiff City                                  | 6 - 5*                                        |                                               | Hereford United                               |                                               |
| 1976-77   | Shrewsbury Town                               | 1 - 2                                         | 3 - 0                                         | Cardiff City                                  |                                               |
| 1976-77   | Shrewsbury Town                               | 4 - 2*                                        |                                               | Cardiff City                                  |                                               |
| 1977-78   | Wrexham                                       | 2 - 1                                         | 1 - 0                                         | Bangor City                                   |                                               |
| 1977-78   | Wrexham                                       | 3 - 1*                                        |                                               | Bangor City                                   |                                               |
| 1978-79   | Shrewsbury Town                               | 1 - 1                                         | 1 - 0                                         | Wrexham                                       |                                               |
| 1978-79   | Shrewsbury Town                               | 2 - 1*                                        |                                               | Wrexham                                       |                                               |
| 1979-80   | Newport County                                | 2 - 1                                         | 3 - 0                                         | Shrewsbury Town                               |                                               |
| 1979-80   | Newport County                                | 5 - 1*                                        |                                               | Shrewsbury Town                               |                                               |
| 1980-81   | Swansea City                                  | 1 - 0                                         | 1 - 1                                         | Hereford United                               |                                               |
| 1980-81   | Swansea City                                  | 2 - 1*                                        |                                               | Hereford United                               |                                               |
| 1981-82   | Swansea City                                  | 0 - 0                                         | 2 - 1                                         | Cardiff City                                  |                                               |
| 1981-82   | Swansea City                                  | 2 - 1*                                        |                                               | Cardiff City                                  |                                               |
| 1982-83   | Swansea City                                  | 2 - 1                                         | 2 - 0                                         | Wrexham                                       |                                               |
| 1982-83   | Swansea City                                  | 4 - 1*                                        |                                               | Wrexham                                       |                                               |
| 1983-84   | Shrewsbury Town                               | 2 - 1                                         | 0 - 0                                         | Wrexham                                       |                                               |
| 1983-84   | Shrewsbury Town                               | 2 - 1*                                        |                                               | Wrexham                                       |                                               |
| 1984-85   | Shrewsbury Town                               | 3 - 1                                         | 2 - 0                                         | Bangor City                                   |                                               |
| 1984-85   | Shrewsbury Town                               | 5 - 1*                                        |                                               | Bangor City                                   |                                               |
| 1985-86   | Wrexham                                       | 1 - 1 2 - 1 (replay)                          | 1 - 1 2 - 1 (replay)                          | Kidderminster Harriers                        |                                               |
| 1986-87   | Merthyr Tydfil                                | 2 - 2 1 - 0 (replay)                          | 2 - 2 1 - 0 (replay)                          | Newport County                                |                                               |
| 1987-88   | Cardiff City                                  | 2 - 0                                         | 2 - 0                                         | Wrexham                                       |                                               |
| 1988-89   | Swansea City                                  | 5 - 0                                         | 5 - 0                                         | Kidderminster Harriers                        |                                               |
| 1989-90   | Hereford United                               | 2 - 1                                         | 2 - 1                                         | Wrexham                                       |                                               |
| 1990-91   | Swansea City                                  | 2 - 0                                         | 2 - 0                                         | Wrexham                                       |                                               |
| 1991-92   | Cardiff City                                  | 1 - 0                                         | 1 - 0                                         | Hednesford Town                               |                                               |
| 1992-93   | Cardiff City                                  | 5 - 0                                         | 5 - 0                                         | Rhyl                                          |                                               |
| 1993-94   | Barry Town                                    | 2 - 1                                         | 2 - 1                                         | Cardiff City                                  |                                               |
| 1994-95   | Wrexham                                       | 2 - 1                                         | 2 - 1                                         | Cardiff City                                  |                                               |
| 1995-96   | Llansantffraid                                | 3 - 3 3 - 2 (dtr)                             | 3 - 3 3 - 2 (dtr)                             | Barry Town                                    |                                               |
| 1996-97   | Barry Town                                    | 2 - 1                                         | 2 - 1                                         | Cwmbran Town                                  |                                               |
| 1997-98   | Bangor City                                   | 1 - 1 4 - 2 (dtr)                             | 1 - 1 4 - 2 (dtr)                             | Connah's Quay Nomads                          |                                               |
| 1998-99   | Inter Cardiff                                 | 1 - 1 4 - 2 (dtr)                             | 1 - 1 4 - 2 (dtr)                             | Carmarthen Town                               |                                               |
| 1999-00   | Bangor City                                   | 1 - 0                                         | 1 - 0                                         | Cwmbran Town                                  |                                               |
| 2000-01   | Barry Town                                    | 2 - 0                                         | 2 - 0                                         | Total Network Solutions                       |                                               |
| 2001-02   | Barry Town                                    | 4 - 1                                         | 4 - 1                                         | Bangor City                                   |                                               |
| 2002-03   | Barry Town                                    | 2 - 2 4 - 3 (dtr)                             | 2 - 2 4 - 3 (dtr)                             | Cwmbran Town                                  |                                               |
| 2003-04   | Rhyl                                          | 1 - 0 (dts)                                   | 1 - 0 (dts)                                   | Total Network Solutions                       |                                               |
| 2004-05   | Total Network Solutions                       | 1 - 0                                         | 1 - 0                                         | Carmarthen Town                               |                                               |
| 2005-06   | Rhyl                                          | 2 - 0                                         | 2 - 0                                         | Bangor City                                   |                                               |
| 2006-07   | Carmarthen Town                               | 3 - 2                                         | 3 - 2                                         | Afan Lido                                     |                                               |
| 2007-08   | Bangor City                                   | 4 - 2 (dts)                                   | 4 - 2 (dts)                                   | Llanelli                                      |                                               |
| 2008-09   | Bangor City                                   | 2 - 0                                         | 2 - 0                                         | Aberystwyth Town                              |                                               |
| 2009-10   | Bangor City                                   | 3 - 2                                         | 3 - 2                                         | Port Talbot Town                              |                                               |
| 2010-11   | Llanelli                                      | 4 - 1                                         | 4 - 1                                         | Bangor City                                   |                                               |
| 2011-12   | The New Saints                                | 2 - 0                                         | 2 - 0                                         | Druids                                        |                                               |
| 2012-13   | Prestatyn Town                                | 3 - 1 (dts)                                   | 3 - 1 (dts)                                   | Bangor City                                   |                                               |
| 2013-14   | The New Saints                                | 3 - 2                                         | 3 - 2                                         | Aberystwyth Town                              |                                               |
| 2014-15   | The New Saints                                | 2 - 0                                         | 2 - 0                                         | Newtown                                       |                                               |
| 2015-16   | The New Saints                                | 2 - 0                                         | 2 - 0                                         | Airbus UK Broughton                           |                                               |
| 2016-17   | Bala Town                                     | 2 - 1                                         | 2 - 1                                         | The New Saints                                |                                               |
| 2017-18   | Connah's Q.N.                                 | 4 - 1                                         | 4 - 1                                         | Aberystwyth Town                              |                                               |
| 2018-19   | The New Saints                                | 3 - 0                                         | 3 - 0                                         | GAP Connah's Quay                             |                                               |
| 2019-20   | Cancellato a causa della pandemia di COVID-19 | Cancellato a causa della pandemia di COVID-19 | Cancellato a causa della pandemia di COVID-19 | Cancellato a causa della pandemia di COVID-19 | Cancellato a causa della pandemia di COVID-19 |
| 2020-21   | Cancellato a causa della pandemia di COVID-19 | Cancellato a causa della pandemia di COVID-19 | Cancellato a causa della pandemia di COVID-19 | Cancellato a causa della pandemia di COVID-19 | Cancellato a causa della pandemia di COVID-19 |
| 2021-22   | The New Saints                                | 4 - 1                                         | 4 - 1                                         | Penybont                                      |                                               |
| 2022-23   | The New Saints                                | 6 - 0                                         | 6 - 0                                         | Bala Town                                     |                                               |
| 2023-24   | Connah's Q.N.                                 | 2 - 1                                         | 2 - 1                                         | The New Saints                                |                                               |
| 2024-25   | The New Saints                                | 2 - 1                                         | 2 - 1                                         | Connah's Q.N.                                 |                                               |

* = risultato complessivo andata e ritorno

## Vittorie
| Squadra                                                         | Vittorie |
| --------------------------------------------------------------- | -------- |
| Wrexham include Wrexham Town AFC                                | 23       |
| Cardiff City                                                    | 22       |
| Swansea City include Swansea Town AFC                           | 10       |
| The New Saints include Llansantffraid e Total Network Solutions | 10       |
| Cefn Druids                                                     | 8        |
| Bangor City include Bangor AFC                                  | 8        |
| Shrewsbury Town                                                 | 6        |
| Barry Town                                                      | 6        |
| Chirk A.A.A.                                                    | 5        |
| Rhyl                                                            | 4        |
| Chester City                                                    | 3        |
| Merthyr Tydfil                                                  | 3        |
| Wellington Town                                                 | 3        |
| Crewe Alexandra                                                 | 2        |
| Oswestry United                                                 | 2        |
| Bala Town                                                       | 2        |
| Connah's Q.N.                                                   | 2        |
| Aberystwyth Town                                                | 1        |
| Borough United                                                  | 1        |
| Bristol City                                                    | 1        |
| Carmarthen Town                                                 | 1        |
| Ebbw Vale                                                       | 1        |
| Flint Town Utd                                                  | 1        |
| Hereford Utd                                                    | 1        |
| Inter Cardiff                                                   | 1        |
| Llanelli Town                                                   | 1        |
| Lovell's Athletic                                               | 1        |
| Newport County                                                  | 1        |
| Newtown                                                         | 1        |
| Newtown White Stars                                             | 1        |
| Oswestry White Stars                                            | 1        |
| Prestatyn Town                                                  | 1        |
| South Liverpool                                                 | 1        |
| Tranmere                                                        | 1        |